# Dušan Bartovič
Dušan Bartovič (Veľké Kostoľany, 4 marzo 1944 – 1º aprile 2020) è stato un allenatore di calcio e calciatore cecoslovacco, dal 1993 cittadino slovacco, di ruolo attaccante.

## Biografia
Era nonno della calciatrice Diana Bartovičová.

## Carriera
Seguì sia le giovanili che la prima squadra del Nové Mesto nad Váhom. Allenò a Beckov ed a Horná Streda.